# Medalha de Guerra
Medalha de Guerra é uma condecoração concedida aos militares brasileiros, de nações aliadas, ou civis que tenham prestado serviços relevantes em tempos de guerra ou em missões especiais do governo. Foi criada pelo Decreto-Lei nº 6.795, de 17 de agosto de 1944.